# Turbonilla aequalis
Turbonilla aequalis is een slakkensoort uit de familie van de Pyramidellidae. De wetenschappelijke naam van de soort is voor het eerst geldig gepubliceerd in 1826 door Say.